# Aderklaa
Aderklaa je obec v Rakousku ve spolkové zemi Dolní Rakousy v okrese Gänserndorf.

## Geografie

### Geografická poloha
Aderklaa se nachází ve spolkové zemi Dolní Rakousy v regionu Weinviertel. Rozloha území obce činí 8,63 km², z nichž 1,2 % je zalesněných.

### Části obce
Území obce Aderklaa se skládá pouze z jedné části.

### Sousední obce
- na severu: Deutsch-Wagram
- na východě: Parbasdorf
- na jihu: Raasdorf
- na západě: Vídeň

## Politika

### Obecní zastupitelstvo
Obecní zastupitelstvo se skládá ze 13 členů. Od komunálních voleb v roce 2015 zastávají následující strany tyto mandáty:
- 13 ÖVP

### Starosta
Nynějším starostou obce Aderklaa je Bernhard Wolfram ze strany ÖVP.